# Baqa al-Gharbiyye
Baqa al-Gharbiyye est une ville du nord d'Israël, dans le district de Haïfa. La ville est située à mi-chemin entre Haïfa et Tel-Aviv. La ville est majoritairement arabe musulmane et fait ainsi du Triangle.

## Histoire
Une presse à olives, une carrières et un pressoir ont été découverts datant de la période romaine. Des objets en céramique de la période byzantine ont été trouvés. Le premier document date du XIIe siècle. En 1265, le village est divisé avec Alam al-Din al- Zahiry et Aladdin al- Tankazy.
Baqa est mentionné dans un document ottoman en 1538, comme un petit village de cinq familles et 11 personnes non mariées. En 1596, Baqa al-Gharbiyye apparait dans les registres fiscaux ottomans. Il y avait une population de 5 ménages musulmans.
Au cours de la période ottomane, en 1870, l'explorateur français Victor Guérin visite le village. Il estimait que la population était de 1 500 habitants. En 1882, le village est considéré comme de taille moyenne.
En 1945, la population de Baqa al-Gharbiyye se composait de2 240 Arabes.
Dans les premières années de l'indépendance d'Israël, Baqa al-Gharbiyye était l'un des quartiers généraux de l'administration militaire israélienne. En 1996, Baqa al-Gharbiyye a été déclarée comme ville. En 2003, elle a été réunie avec la ville voisine Jatt pour devenir la ville de Baka Jatt.
Baqa al-Gharbiyye est séparé de sa ville sœur Cisjordanie, Baqa ash-Sharqiyya, par la barrière entre la Cisjordanie et Israël. Un mur de béton surmonté avec du fil de fer barbelé traverse un quartier.
En juin 2008, le ministre israélien des Affaires étrangères Tzipi Livni a soulevé la possibilité d'un échange territorial avec le président de l'Autorité palestinienne Mahmoud Abbas. Elle a proposé de transférer les communautés arabes israéliennes, parmi eux Baqa al-Garbiyeh, du côté palestinien de la frontière. Les Palestiniens ont rejeté la proposition.
En janvier 2020, les habitants protestent dans la rue contre le plan de paix américain de Donald Trump qui inclurait leur ville dans le futur État palestinien.

## Galerie

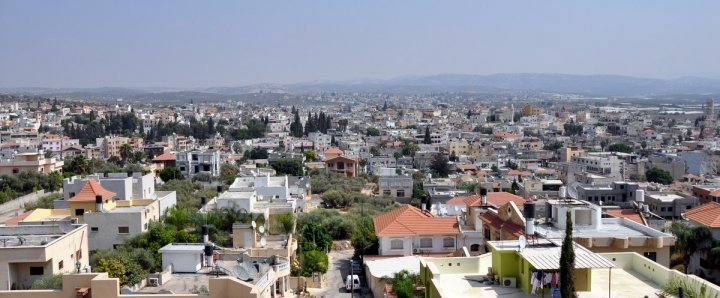
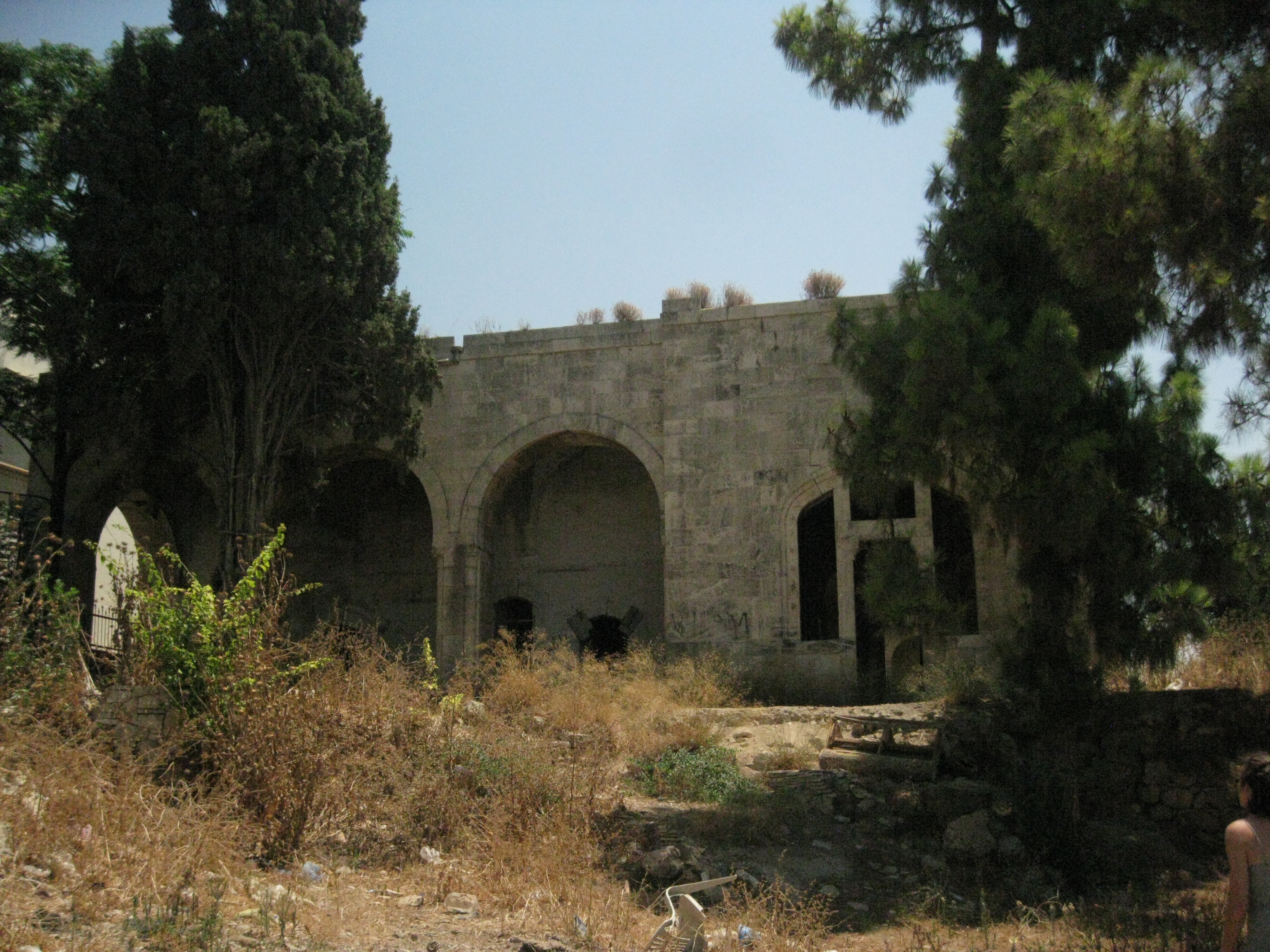
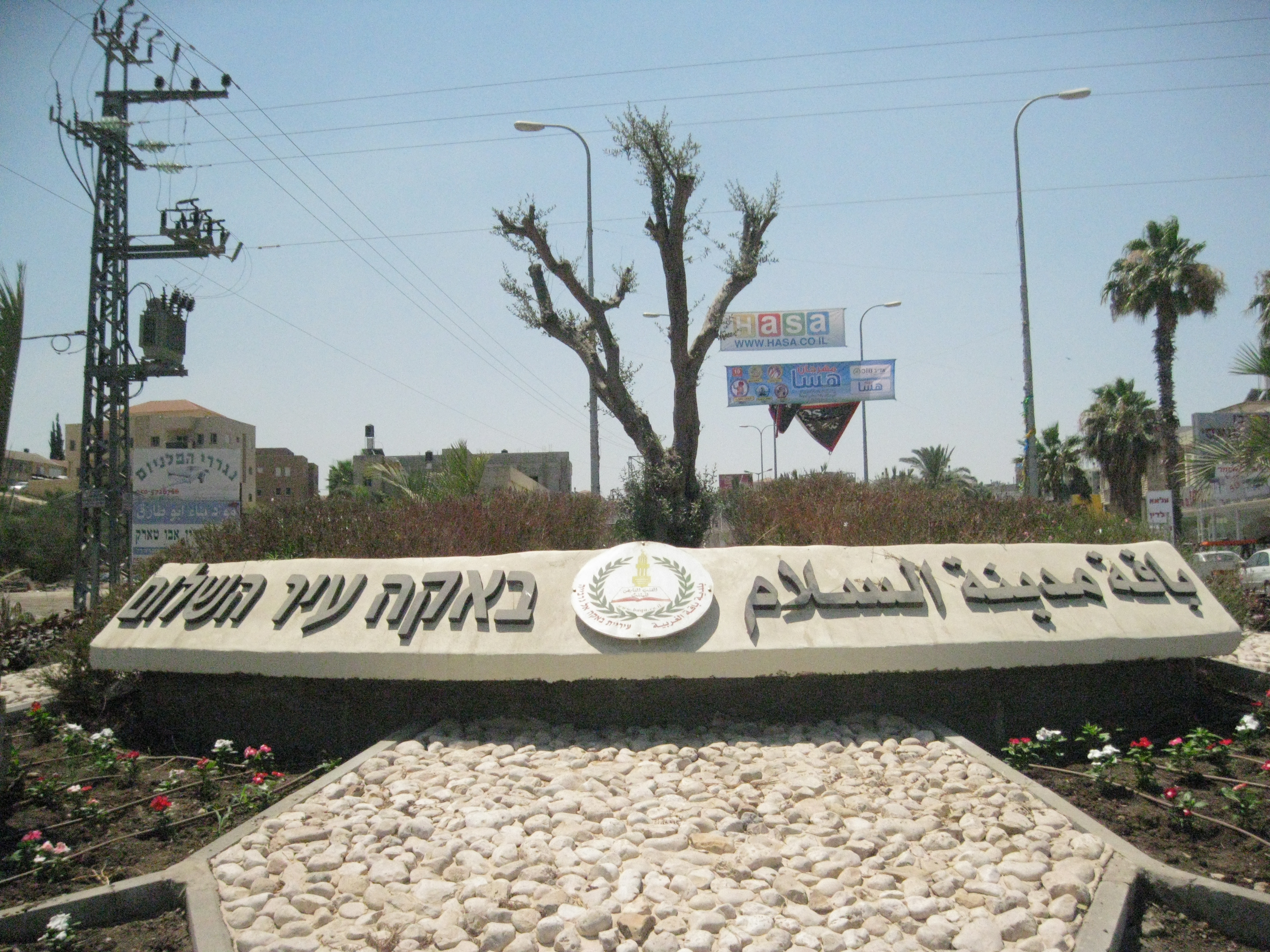
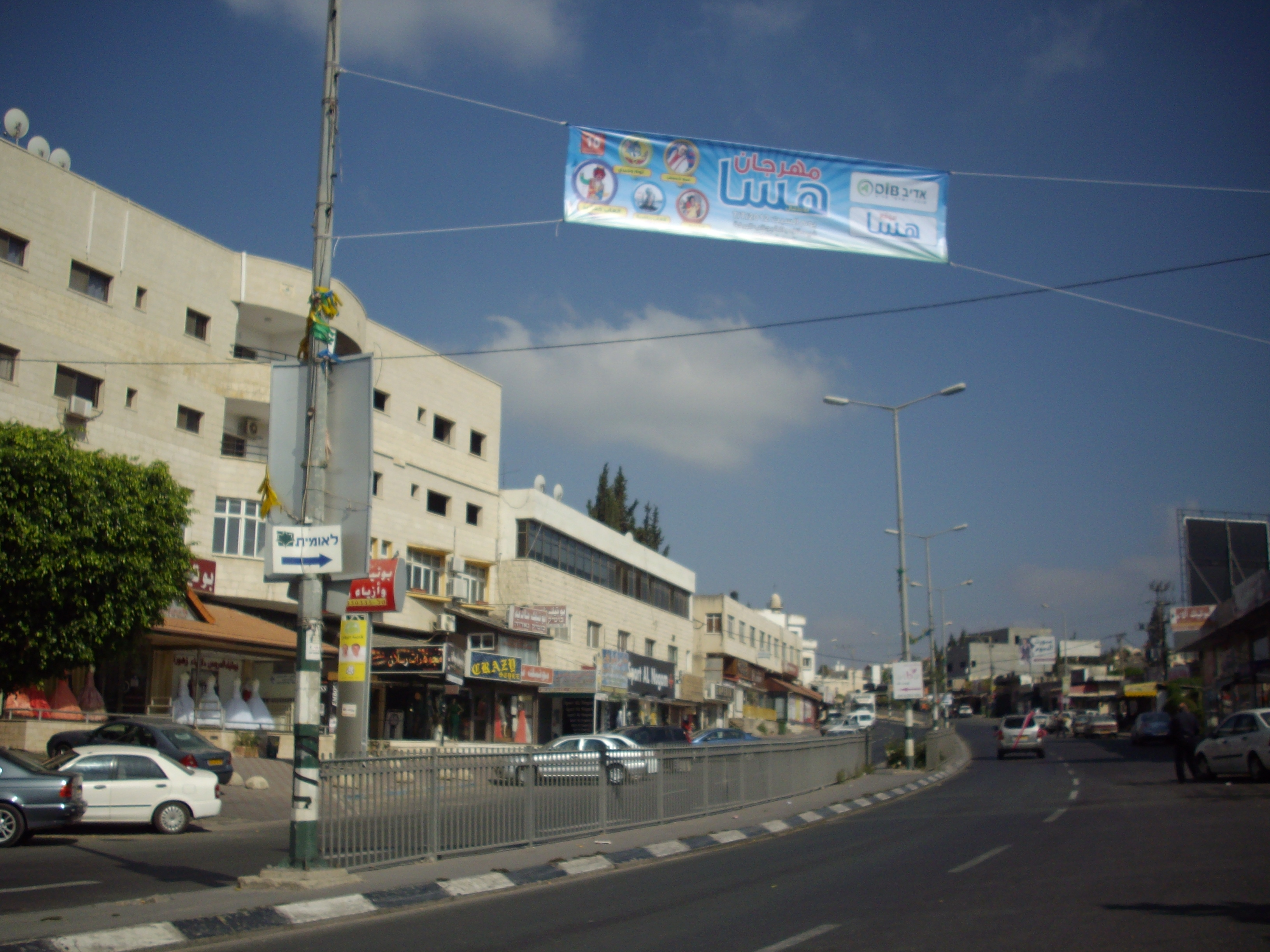
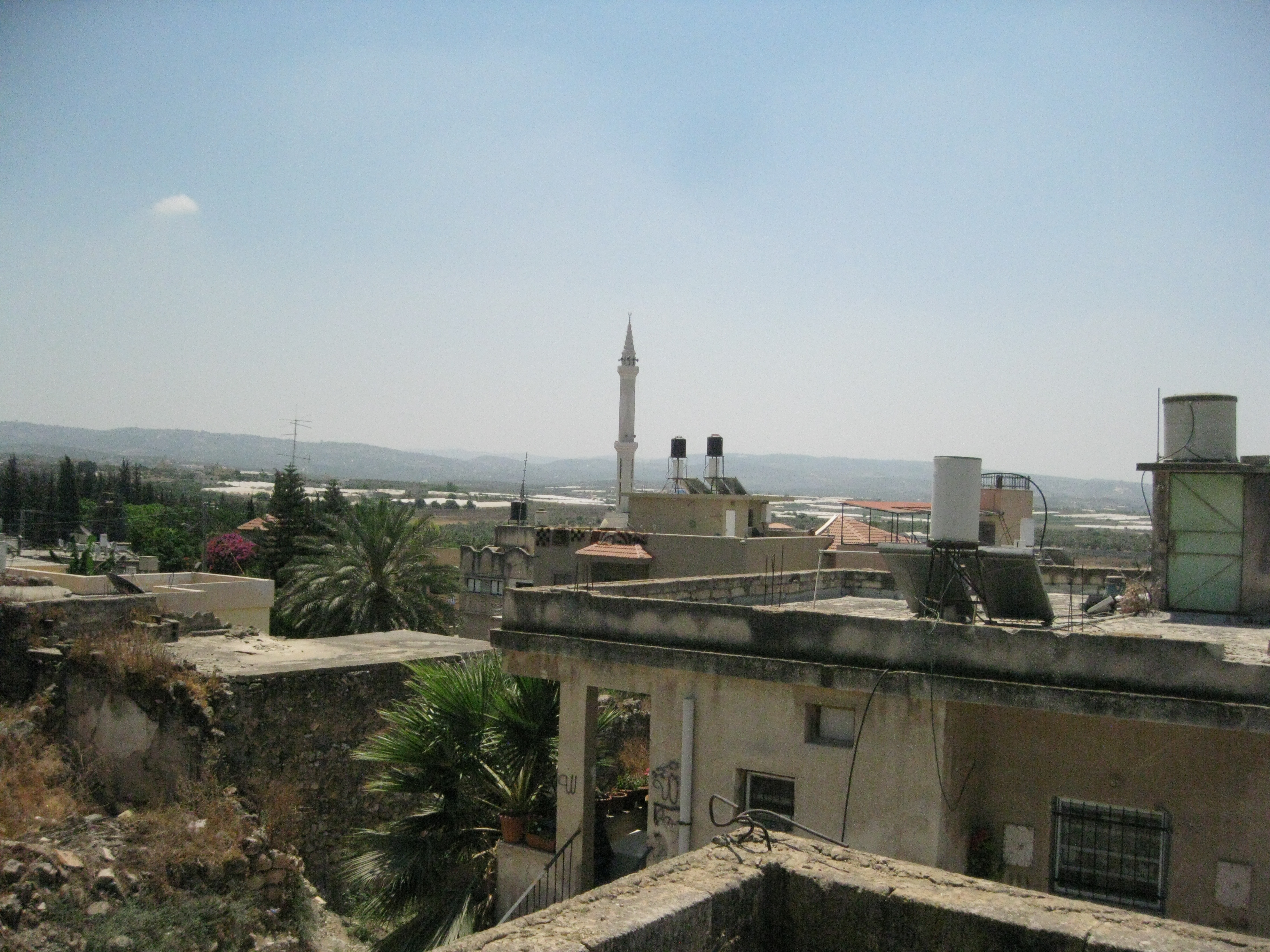
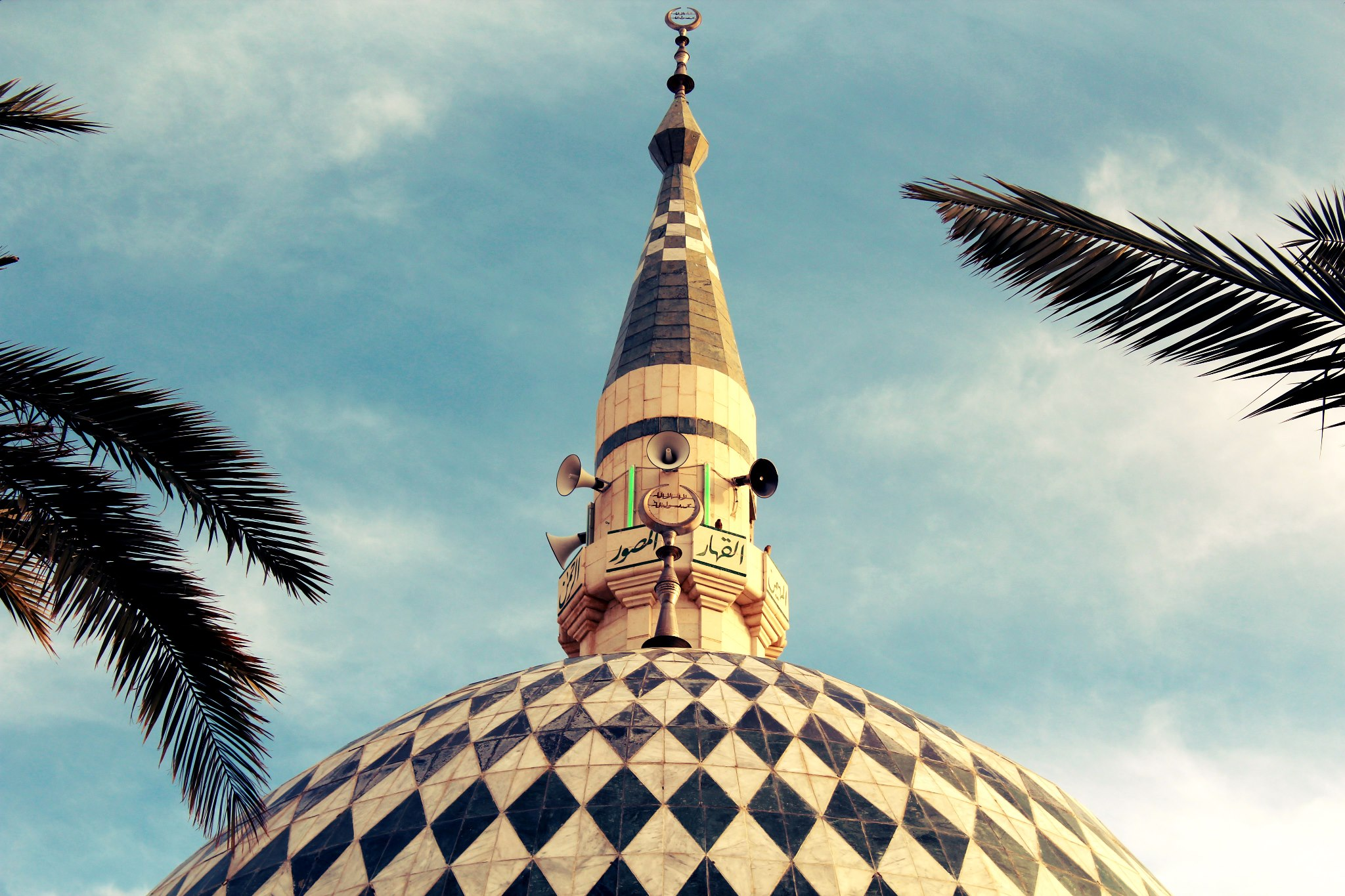
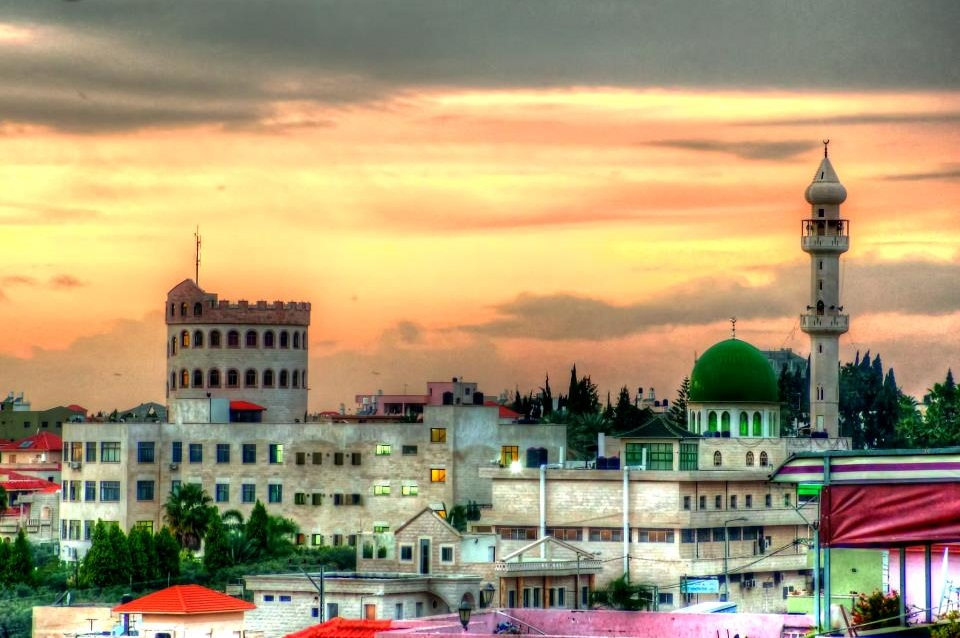

## Personnalités liées à la ville
- Faras Hamdan
- Raleb Majadele
- Khaled Abu Toameh
- Walid Daqqa